# Hermanas de la Caridad de Ottawa
La Congregación de Hermanas de la Caridad de Ottawa (oficialmente en latín: Congregatio Sororum Caritatis Ottaviensis) es una congregación religiosa católica femenina, de vida apostólica y de derecho pontificio, fundada en 1845 por la religiosa canadiense Élisabeth Bruyère, en Ottawa. A las religiosas de este instituto se les conoce también como hermanas grises de la Cruz y posponen a sus nombres las siglas S.C.O.

## Historia

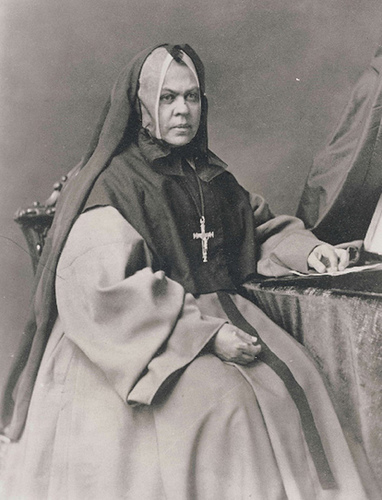
Élisabeth Bruyère (1818-1876), fundadora del instituto, es considerada venerable en la Iglesia católica.

La congregación tiene su origen en las Hermanas de la Caridad de Montreal, fundadas por la religiosa María Margarita de Youville en 1738. Un grupo de religiosas de dicha congregación fueron enviadas a fundar una comunidad en Bytown ( hoy Ottawa), en 1844, por petición del superior de los Oblatos de María Inmaculada, Pierre-Adrien Telmon, y del obispo coadyutor de Kingston, Patrice Phelan, para encargarse de la educación de una escuela y a la asistencia de los enfermos.  El 20 de febrero de 1845, por intervención del obispo del lugar, las hermanas se separaron de la casa madre y se convirtieron en un cenobio autónomo. Nombraron como superiora general a Élisabeth Bruyère, considerada la fundadora del instituto.
El instituto recibió la aprobación como congregación religiosa de derecho diocesano el 20 de febrero de 1845, de parte de Rémi Gaulin, obispo de Kingston. El papa León XIII elevó el instituto a congregación religiosa de derecho pontificio, mediante decretum laudis del 27 de enero de 1889.

## Organización
La Congregación de Hermanas de la Caridad de Ottawa es un instituto religioso de derecho pontificio y centralizado, cuyo gobierno es ejercido por una superiora general. La sede central se encuentra en Ottawa (Canadá).
Las hermanas de la caridad de Ottawa viven según el modelo de vida fundado por Vicente de Paúl y se dedican a la educación e instrucción cristiana de la juventud y la atención de los enfermos. En 2017, el instituto contaba con 500 religiosas y 60 comunidades, presentes en Brasil, Camerún, Canadá, Estados Unidos, Japón, Lesoto, Malawi, Sudáfrica y Zambia.